# Партизански отряд „Марко Чернев“
Партизански отряд „Марко Чернев“ е подразделение на Пета Старозагорска въстаническа оперативна зона на НОВА по време на партизанското движение в България (1941-1944). Действа в района на Казанлък.
Първата партизанска група в Казанлъшко се създава около с. Тъжа през февруари 1942 г. Командир на групата е Марко Чернев. През 1942 г. се разраства и е сформирана Казанлъшката чета. Взаимодейства и участва през 1943 г. в акциите на Партизански отряд „Васил Левски“ (Пловдив).
През април 1944 г. Казанъшката чета е включена в състава на Партизански отряд „Георги Димитров“. Провежда акции в селата от околността. Участва в нападението на мините „Българка“, „Бутора“, „Надежда“ и „Твърдица“.
През юни 1944 г. увеличава състава си и прераства в отряд „Марко Чернев“. Наименуван е на загиналия партизански командир Марко Чернев. Командир на отряда е Димитър Райков, политкомисар Захари Захариев.
От юли 1944 отрядът е включен в състава на Партизанска бригада „Георги Димитров“.